# Macropanelus fujitai
Macropanelus fujitai är en skalbaggsart som beskrevs av Ochi, Kon och Kawahara 2008. Macropanelus fujitai ingår i släktet Macropanelus och familjen bladhorningar. Inga underarter finns listade i Catalogue of Life.